# Arachnoïde
Pour les articles homonymes, voir Arachnoïde (homonymie).

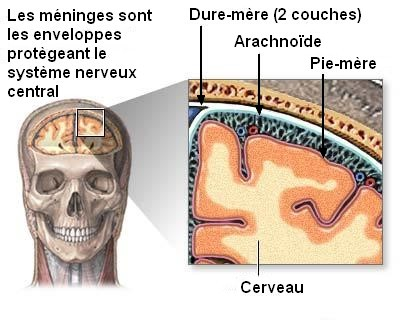
Les méninges.

L’arachnoïde est une fine enveloppe qui entoure le cerveau, le cervelet et la moelle épinière. Elle est comprise entre la dure-mère et la pie-mère, deux autres couches qui forment les méninges avec elle. L'espace entre la pie-mère et l'arachnoïde se nomme l'espace sous-arachnoïdien. Les trabécules de collagène lui donnent une forme en toile d'araignée, ce qui explique son nom. Plusieurs causes infectieuses ou traumatiques peuvent entraîner une inflammation de la membrane, l’arachnoïdite.

## Étymologie
Le terme vient du latin arachnoidea, lui-même issu du grec ancien arakhne (toile d'araignée) et de son dérivé (en forme de toile d'araignée).

## Anatomie
L'arachnoïde est une membrane méningée intermédiaire, conjonctive, translucide et dépourvue de vascularisation. Sa face externe, ou périphérique, est jointe à la face interne de la dure-mère. Il peut exister un espace subdural entre ces deux méninges, réduit à un fin film liquide à l'état normal. Sa face interne répond à l'espace subarachnoïdien.
Des éléments fibreux et des lamelles enchevêtrées forment un réticulum qui s'étendent à la pie-mère. Ils cloisonnent partiellement l'espace subarachnoïdien. Ce dernier, d'une épaisseur compris entre 1 et 10 mm, se subdivise entre une partie spinale et une partie crânienne. Il est rempli de liquide cérébro-spinal. Les granulations arachnoïdiennes sont des corpuscules qui résorbent le liquide cérébro-spinal et prolongent les gaines neurale et vasculaire arachnoïdienne.
La jonction de l'arachnoïde empêche le liquide cérébrospinal de s'infiltrer. Sa paroi externe est composée de cellules peu compactes en contact avec la surface interne de la dure-mère ; dans le reste de la membrane les cellules sont au contraire très serrées. Les cellules arachnoïdiennes peuvent être identifiées par immunocytochimie à partir de leur vimentine, l’expression génique de la membrane épithéliale et la présence des desmosomes. De tels marqueurs sont utiles pour la détection du méningiome. Des trabécules (en) de collagène relient la face profonde de l'arachnoïde et la pie-mère. Ce sont elles qui donnent à l'arachnoïde sa forme en toile d'araignée. Elles jouent un rôle dans la lutte contre les infections bactériennes responsables de la méningite.

## Pathologie
L'arachnoïdite est une inflammation dont les symptômes s'apparentent à d'autres neuropathies, comme des brûlures, des douleurs persistantes, des spasmes et des engourdissements. L'arachnoïdite peut s'expliquer par des infections (méningite, staphylocoque doré), des traumatismes (consécutifs notamment à des opérations de la colonne vertébrale ou à des injections épidurales), une contamination ou une tumeur de la moelle épinière ou encore par des facteurs génétiques. L'utilisation, dans le passé, d'agents de contraste à base d'huile dans les myélogrammes pour le diagnostic des sténoses spinales a été reconnue comme une cause d'arachnoïdite, surtout en l’absence d'évacuation de l’espace dural.